# Akademickie Radio „Pomorze”
Akademickie Radio „Pomorze” (ARP) – studencka rozgłośnia radiowa działająca w latach 1953–1993 przy Politechnice Szczecińskiej oraz reaktywowana od roku 2015 znajdująca się aktualnie przy Zachodniopomorskim Uniwersytecie Technologicznym.

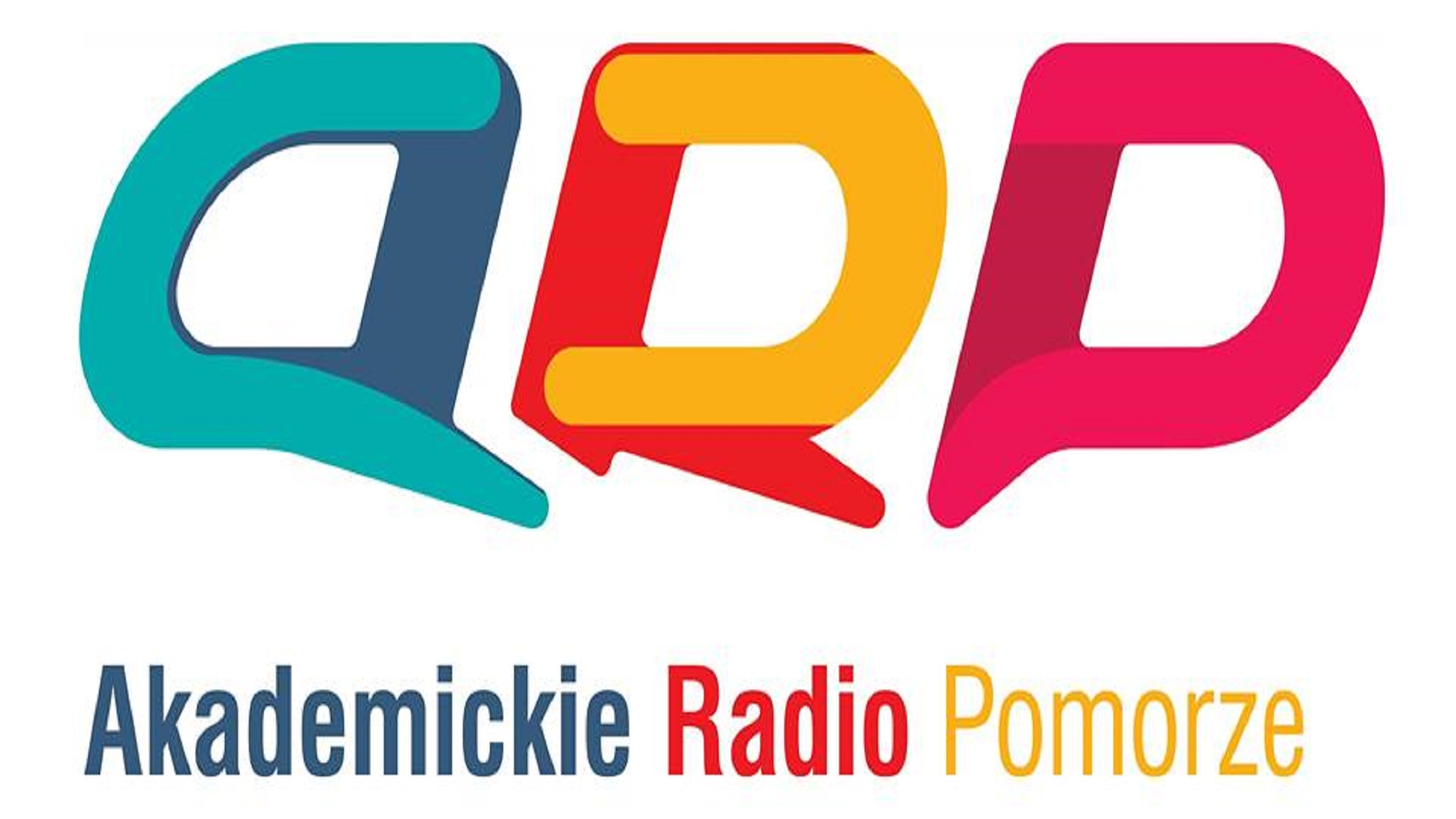

W latach 1953–1989 ARP zajmowało się następującymi działaniami:
- przygotowanie i emisja programu radiowego przekazywanego systemem radiowęzłowym do domów studenckich,
- organizacja imprez radiowych (m.in. Przegląd Studenckiej Twórczości Radiowej „Przestwóra”)
- rejestracja dźwiękowa imprez i koncertów (m.in. festiwalu FAMA),
- wydawanie kaset z nagraniami piosenki studenckiej (Studencki Ośrodek Nagrań i Dokumentacji Dźwiękowej),
- prowadzenie profesjonalnie wyposażonego studia nagraniowego, w którym nagrywano artystów studenckich, jak również zespoły rockowe,
- prowadzenie archiwum nagraniowego o objętości kilkunastu tysięcy taśm studyjnych z nagraniami własnymi, a także kopiami nagrań innych rozgłośni akademickich,
- przygotowanie i prowadzenie programu radiowego ze studia tymczasowego podczas festiwalu FAMA.

Od 1989 roku dzięki nawiązanej współpracy z Polskim Radiem Szczecin zespół ARP przygotowywał programy emitowane na antenie Radia Szczecin. Początkowo były to dwugodzinne audycje publicystyczne emitowane w środy od 20 do 22. Później doszły do tego programy muzyczne: we wtorki od 23 do 24 i w piątki od 20 do 22.
W schyłkowym okresie, kiedy radio przestało już wysyłać sygnał do głośników radiowęzłowych (przestano je wydawać w domach studenckich), rozpoczęło pirackie nadawanie monofoniczne na częstotliwości 71MHz pod nazwą Pirackie Radio Pomorze przy użyciu nadajnika i anteny nadawczej konstrukcji ówczesnego szefa technicznego Krzysztofa Skoniecznego.
Ostatnim redaktorem naczelnym pierwszego okresu działalności ARP był Marek Wójcik, a szefem programowym Adam Bortnik. Po okresie przemian ustrojowych Marek Wójcik próbował przekonać władze uczelni do złożenia wniosku do KRRiT o przyznanie koncesji na nadawanie w eterze. Politechnika jednak wówczas borykająca się z problemami finansowymi redukowała funkcjonowanie wszelkich agend uczelnianych. W efekcie, również z powodu powstania lokalnych komercyjnych stacji radiowych i wynikających z tego problemów kadrowych, zapadła decyzja o likwidacji radia.
Po likwidacji radia skupieni wokół niego dziennikarze zasilili lokalne stacje radiowe: Polskie Radio Szczecin, Radio AS, Radio ABC, Radio PSR.
7 maja 2015 roku odbyło się uroczyste otwarcie reaktywowanego Akademickiego Radia „Pomorze”, emitującego swój program w internecie, pod kierownictwem Macieja Ussarza.
W Akademickim Radiu „Pomorze” swoją karierę zaczynały osoby znane później w środowiskach kulturalnych, w tym i radiowych: Przemysław Bejster, Adam Bogoryja-Zakrzewski, Adam Bortnik, Piotr Czajkowski, Roman Czejarek, Cezary Gurjew, Wojciech Hawryszuk, Waldemar Kulpa, Piotr Rokicki, Przemysław Thiele, Ryszard Torba, Katarzyna Wolnik-Sayna.